# أغنيس مارتن لوغاند
أغنيس مارتن لوغاند (بالإنجليزية: Agnès Martin-Lugand) (مواليد 1979) هي روائية فرنسية اكتسبت شهرة لروايتها (الناس السعداء يقرؤون ويشربون القهوة) عندما نشرتها على أمازون كيندل في ديسمبر 2012. بحلول عام 2017، حققت رواياتها الخمس مبيعات بلغت مليوني رواية في جميع أنحاء العالم، مما جعلها أشهر روائية في فرنسا.

## نُبذة
ولدت مارتن لوغاند في سان مالو عام 1979، ودرست علم النفس وقضت ست سنوات في العمل على حماية الطفل في المستشفيات. تعيش مارتن لوغاند في روان مع زوجها وولديهما.